# Kellamäe (Rakke)
Kellamäe est un village de la Commune de Rakke du Comté de Viru-Ouest en Estonie.